# Hemiplatynus
Hemiplatynus is een geslacht van kevers uit de familie van de loopkevers (Carabidae). De wetenschappelijke naam van het geslacht is voor het eerst geldig gepubliceerd in 1920 door Casey.

## Soorten
Het geslacht Hemiplatynus is monotypisch en omvat slechts de volgende soort:
- Hemiplatynus chihuahuae (Bates, 1884)